# Айя Бреа
Айя Бреа (англ. Aya Brea) — персонаж серии Parasite Eve, куда входит роман, игры, фильм и манга. Персонаж был создан художником Тэцуей Номурой, известный как дизайнер героев серии Final Fantasy.

## Появления в серииParasite Eve
Айя впервые появляется в игре Parasite Eve. Родилась 20 ноября 1972 года. Отец был неизвестный европеец, мать — японка Марико Бреа (англ. Mariko Brea), в связи с этим, у неё азиатское лицо и глаза, но в то же время голубые глаза и светлые волосы. Также у Айи была сестра — Майя (англ. Maya Brea). С самого рождения у героини был дефект роговицы правого глаза. В 1979 году попала вместе с матерью и сестрой в автокатастрофу, где лишь она одна осталась жива. Врачи успели пересадить от умирающей Майи роговицу Айе, а также почку Мелиссе Пирс (англ. Melissa Pearce). При всех операциях присутствовал доктор Ганс Кламп (англ. Hans Klamp). В Виргинском университете изучала криминологию. После окончания университета в 25 лет Айя исполнила свою мечту, она стала стажером Семнадцатого участка Полиции в Нью-Йорке. Её напарником стал Дэниэл «Бо» Доллис (англ. Daniel «Bo» Dollis) — доблестный офицер, который был гораздо старше и опытнее неё.
После 6 месячного опыта работы, героиня вовлечена в катастрофическое событие, названное как «Блокадный инцидент в Нью-Йорке» (англ. New York Blockade Incident). 24 декабря 1997 года Айя вместе с другом пошли в театр Карнеги-холл. Ещё до представления у неё были плохие предчувствия. В тот вечер в театре солистка Мелисса Пирс давала сольное представление. Во время пения неожиданно возгорелись как актёры, так и сами зрители. Немногим в панике удалось сбежать. Айя кинулась на сцену, где произошёл диалог с солисткой. Она сказала Айе, что митохондрии «вызывают» её. После этих слов у Айи начали появляться необъяснимые способности. Мелисса назвала себя Евой, и с тех пор Айя пыталась остановить её нападения и чудовищные превращения зверей в кровожадных тварей. Айя встречается с японским туристом Кунихико Маэда (англ. Kunihiko Maeda), который узнал о деяниях Евы и прилетел в Нью-Йорк. Именно от него Айя узнает, что Ева пытается родить Сверхсущество от спермы Доктора Клампа, а также самое главное: Айя не самовозгорелась в тот вечер потому, что роговица Майи оберегала её все это время. 30 декабря 1997 года Айе удается уничтожить Еву и Сверхсущество. Айя проработала в полиции ещё два с лишним года, и, узнав о формировании отдела MIST (Mitochondrion Investigation and Suppression Team (рус. Команда по исследованию митохондрий и её пресечению)) в ФБР Лос-Анджелесе, переехала. И хотя прошло три года, Айя практически не постарела, она начала понимать, что неомитохондрии влияют на её биологический возраст.
29 сентября 2001 года отряд MIST вызвали в Акрополис-Тауэр, где Айя поняла, что митохондрии вновь вернулись. Со своим новым напарником Рупертом Айя обследует здание и находит женщину. В ужасе она видит, как её конечности удлиняются, волосы исчезают, кожа высыхает и лицо становится похоже на голый череп. Становится понятно, что теперь митохондрии могут владеть не только животными, но и людьми. Айя ищет выход, но двери, ведущие к лифтам, заблокированы. В поисках вертолетной площадки, куда должен высадится вертолет для спасения, Айя видит, как на Руперта нападает существо, напоминающее Био-Робота. Он ускользает и с иронией говорит, что здание заминировано. Времени все меньше, но Руперт и Айя чудом спасаются. На следующий день поступает вызов из Отеля Драйфилд в пустыне Мохаве. Попав туда, Айя узнает от местного выжившего человека по имени Дуглас о том, что под пустыней находится убежище. Попав туда вместе с ещё одним выжившим, с агентом Кайлом Мэдиганом (англ. Kyle Madigan), она узнает, что все существа, созданные здесь, несут в себе её ДНК, которую три года назад у неё взял доктор Кламп. Здесь же Айя находит маленькую девочку — Еву, которая является точной копией Майи. Происходят загадочные события, вследствие которых митохондрии захватывают тело девочки и превращают её в другую Еву, с которой Айя боролась три года назад. Одержав победу, девочка приходит в себя, и Айя вместе с ней выбираются оттуда, и потом она удочеряет Еву. Айя и Кайл начинают романтические отношения.
24 декабря 2010 года Кайл и Айя собираются пожениться, но в момент, когда они должны обменяться друг с другом клятвами, в церковь ворвалась группа специального отряда и расстреляла их. Ева, присутствовавшая при всем этом, отчаянно пытаясь спасти Айю, открывает в себе способность переселения душ, позже названную «OVERDIVE». Айя насильно переселяет их души и заставляет Еву выстрелить, чтобы раз и навсегда уберечь её от мук и страданий. Так, настоящая Айя умирает, и начинаются события игры The 3rd Birthday, где главным героем на самом деле является Ева Бреа.

## Прочие появления
Айя Бреа также появляется в игре Chocobo Racing, где управляет полицейской машиной. Она также появляется в рекламных картах Final Fantasy Trading Card Game. Один из её нарядов из The 3rd Birthday служит в качестве альтернативного костюма для героини Молнии в файтинге Dissidia 012 Final Fantasy (в свою очередь Айя может поменять свою обычную одежду на костюм Молнии).
Кроме игр, были выпущены компанией Takara фигурки с Айей и Мелиссой. Компанией Square Enix был выпущен большой постер, в честь выхода The 3rd Birthday.

## Отзывы
Героиня была положительно оценена критиками. Её образ остаётся популярен для косплея. В 2007 году UGO назвал Айю лучшим полицейским в Нью-Йорке, а её появление в Chocobo Racing сайт GamesRadar включил в список «55 лучших камео в видеоиграх». В 2009 году GamesRadar поставил героиню на шестое место в список «Героини игр со вкусом» добавив, что «её светлые волосы и склонность к поиску сверхъестественных беде», сравнив её с Оливией Данэм. В 2011 году сайт Rely on Horror назвал Айю одним из неудачных героев из игр-ужасов, приводя в качестве аргумента использование героини в качестве оружия и источника фансервиса.
Айя также часто отличалась от других персонажей сексуальной привлекательностью. PlayStation Universe вспомнили резонанс игры Parasite Eve, где у героини были развевающиеся ресницы. В 2010 году она занимает 32 место в списке самых «горячих» женщин из видеоигр, составленный журналом Complex. Героиня упоминается в одном из обзоров сайта GamesRadar, составленный Каролиной Гадмандсон. Сайт UGO желал бы увидеть Айю Брею в реальном мире, а её сцена с душем в Parasite Eve 2 считается по их мнению лучшим видеороликом. Сайт Japanator включил героиню в десятку «самых горячих девочек» из японских игр.